# Joanna Kaczor
Joanna Kaczor (Breslavia, 16 settembre 1984) è un'ex pallavolista polacca.
Giocava nel ruolo di opposto.

## Carriera
Inizia la sua attività pallavolistica nella squadra della sua città, il Gwardia Wrocław, dove resta per ben sei stagioni. Nel 2005 si trasferisce negli Stati Uniti dove disputa diversi campionati universitari, prima tra le file del Idaho e poi del South California.
Nel 2007 torna nuovamente in Polonia, ingaggiata dal Międzyszkolny Klub Sportowy Muszynianka: resta per due stagioni, vincendo per due volte consecutive il titolo di campione di Polonia. Nella stagione 2009-10 esordisce nella Serie A1 italiana con River Volley.
Fa parte del giro della nazionale dal 2008, con la squadra guidata da Marco Bonitta; nel 2009 vince la sua prima medaglia, un bronzo, al campionato europeo. Dopo l'esperienza italiana ritorna nuovamente in patria, ancora nel Międzyszkolny Klub Sportowy Muszynianka.
Nella stagione 2012-13 viene ingaggiata dal Miejski Klub Sportowy Dąbrowa Górnicza, con cui conquista la Coppa di Polonia, mentre nella stagione successiva passa all'Impel di Breslavia, dove resta fino al suo ritiro dalla pallavolo giocata, al termine del campionato 2016-17.

## Palmarès
- Campionato polacco: 2

2007-08, 2008-09
- Coppa di Polonia: 1

2012-13
- Supercoppa polacca: 1

2012